# لامبورگینی لانزادور
لامبورگینی لانزادور (به انگلیسی: Lamborghini Lanzador) یک خودروی مفهومی الکتریکی است که توسط سازنده خودرو ایتالیایی لامبورگینی ساخته شده‌است. قرار است این نخستین لامبورگینی برقی باشد که وارد تولید می‌شود و قرار است در سال ۲۰۲۸ وارد تولید شود.

## بررسی اجمالی
کانسپت لانزادور در ۱۸ اوت ۲۰۲۳، در هفته اتومبیل مونتری و در خلال پبل بیچ کانکورز دلیگانس ارائه شد.
لانزادور یک کوپه ۲+۲ اس‌یووی مانند با فاصله قابل توجه از سطح زمین است.

## مشخصات فنی
لانزادور دارای دو موتور الکتریکی است که در هر دو محور قرار دارند.